# Senovo, Krško
Senovo este o localitate din comuna Krško, Slovenia, cu o populație de 2.448 de locuitori.